# Alphonsus

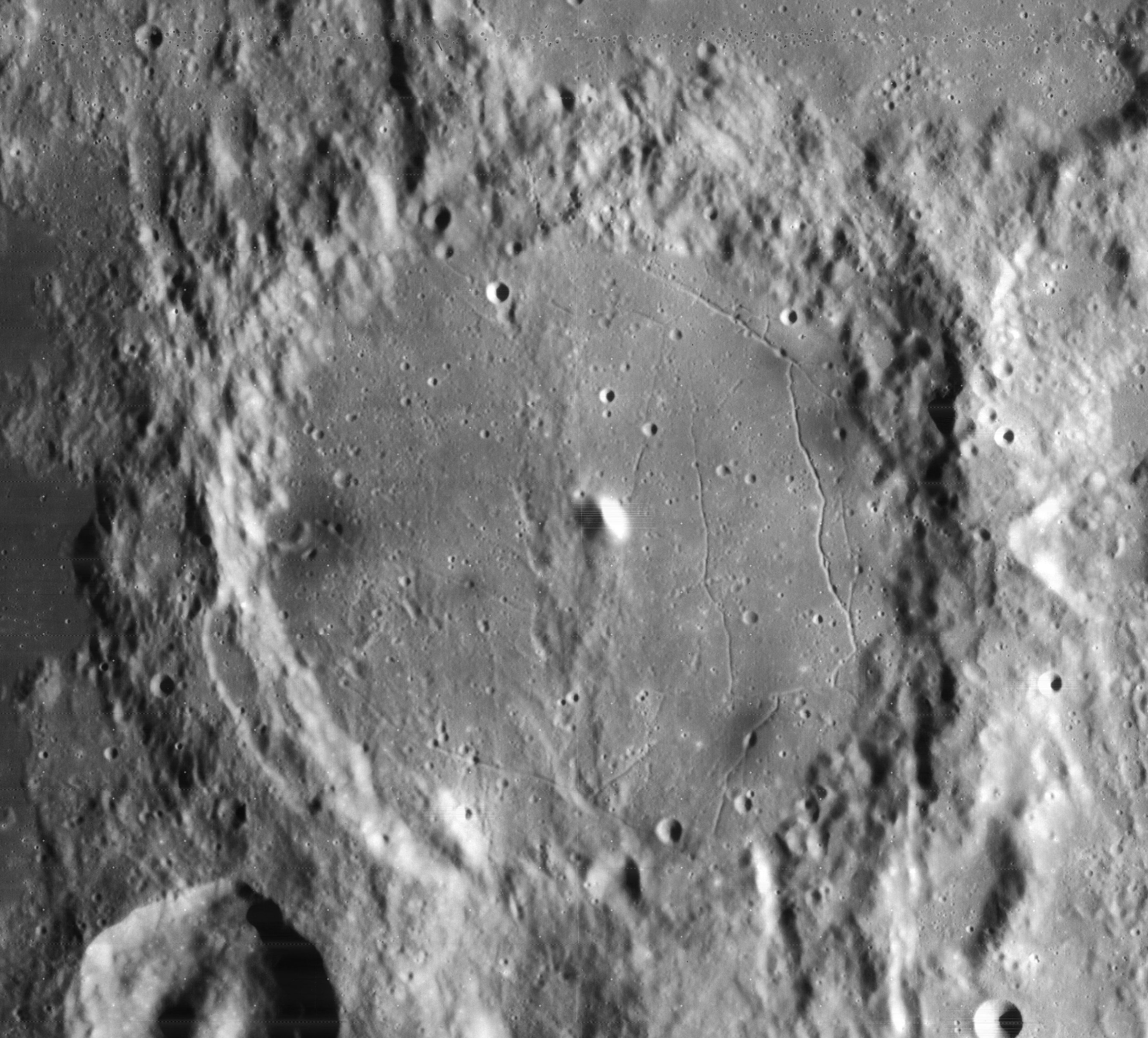
Fotografía de la misión Lunar Orbiter 4

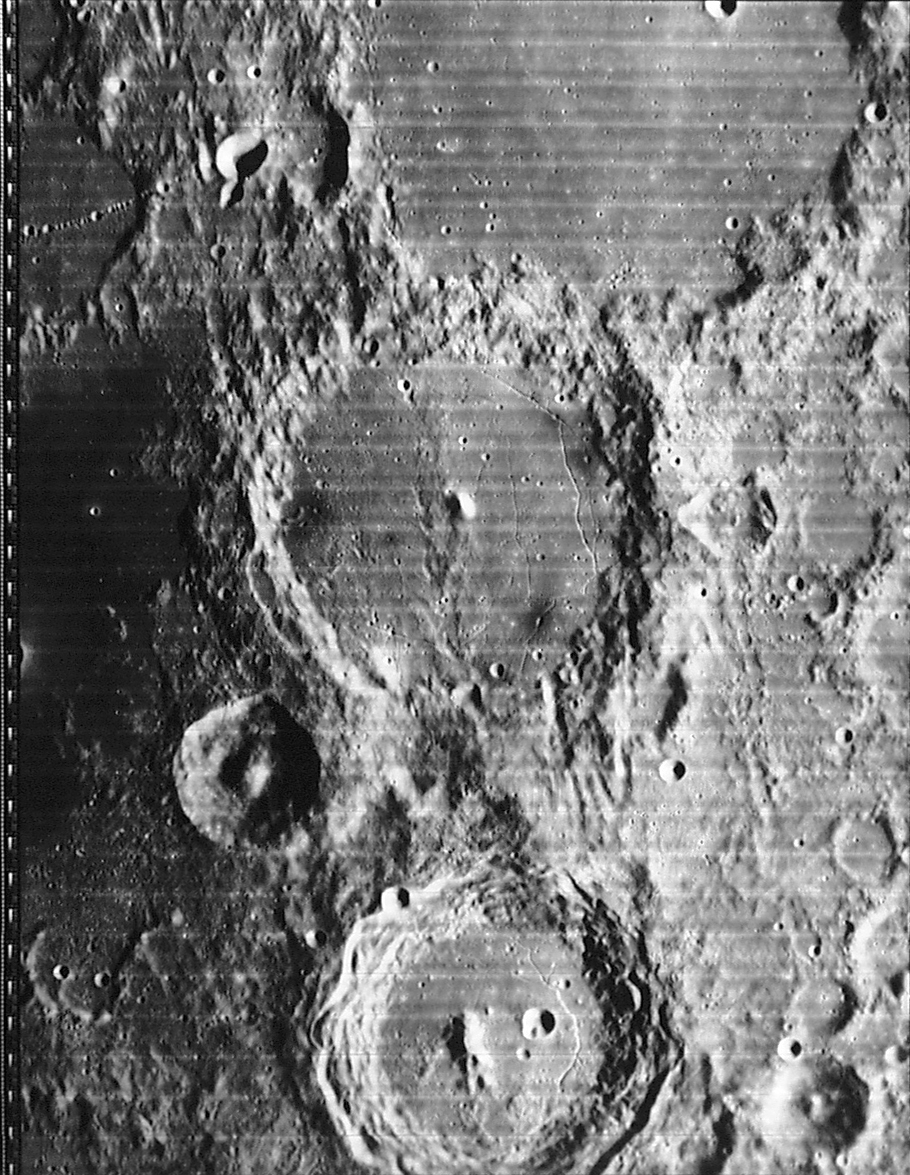
Fotografía de la misión Lunar Orbiter 4

Alphonsus es un cráter lunar. Situado en las coordenadas 13,4º S, 2,8º O, tiene un diámetro de 119 kilómetros y una profundidad de 2,7 kilómetros. Su epónimo hace referencia al interés por la astronomía del rey de Castilla Alfonso X el Sabio.

## Aspectos geológicos
El fondo del cráter Alphonsus, que es notablemente plano y está sembrado de pequeños cráteres, tiene un pico central y una larga grieta que corre casi paralela a la pared oriental. Con todo, la característica más importante de Alphonsus, desde el punto de vista geológico, son varias manchas oscuras formadas por depósitos piroclásticos.

## Descripción
La superficie de Alphonsus muestra un aspecto fracturado e irregular en su límite con Ptolemaeus. Las paredes externas están ligeramente deformadas y poseen una configuración ligeramente hexagonal.
Un sistema de crestas bajas formadas por depósitos de eyección divide en dos el suelo del cráter, e incluye el pronunciado pico central denominado Alphonsus Alpha (α). Esta formación con aspecto de pirámide se eleva a una altura de 1.5 km sobre la superficie interior. No es de origen volcánico, sino que está formado por anortosita, como las tierras altas lunares.
El suelo está fracturado por un intrincado sistema de grietas y contiene tres cráteres más pequeños, rodeados por un halo simétrico más oscuro. Estos cráteres de halo oscuro tienen forma de cono volcánico y algunos investigadores piensan que son de origen volcánico, aunque otros creen que fueron causados por impactos que excavaron el material más oscuro de la mare desde debajo del regolito lunar, más claro.

## Exploración
La sonda Ranger 9 impactó en Alphonsus, a poca distancia al noreste del pico central. Harold Clayton Urey dijo acerca de una fotografía de Alphonsus en primer plano:

El suelo de Alphonsus está cubierto con muchos cráteres de varios tamaños, algunos nítidos (y por lo tanto, recientes), otros menos distinguibles y parcialmente llenos de material fragmentado. Las paredes tienen menos cráteres, y esto probablemente significa que la caída de la pared los ha recubierto. Las grietas son evidentes, y existe evidencia de desplomes. El cráter más grande cerca de la cima es indudablemente de origen colisional.
Tres cráteres están rodeados por halos oscuros y fueron producidos por erupciones del interior lunar. En algunas cimas de montañas se pueden ver picos excepcionalmente brillantes y nítidos.

Alphonsus fue uno de los principales lugares alternativos de aterrizaje considerados para las misiones Apolo 16 y Apolo 17.

## Fenómenos lunares transitorios
Alphonsus es uno de los emplazamientos destacados de fenómenos lunares transitorios, ya que se han reportado nubes brillantes de tonos rojos que emanan del cráter.
El 26 de octubre de 1956, el astrónomo lunar Dinsmore Alter notó algunas imágenes borrosas de las grietas del suelo de Alphonsus en las fotografías que tomó en luz de color violeta. Esta bruma no aparecía en las fotografías en infrarrojo que tomó al mismo tiempo. Sin embargo, pocos astrónomos profesionales encontraron esta evidencia de actividad volcánica en la Luna muy convincente.
Un astrónomo que estaba intrigado por las observaciones de Alter fue el soviético Nikolái Kózyrev. En 1958, mientras Kozyrev buscaba un fenómeno volcánico en la luna, también observó la formación de una nube similar a una niebla en Alphonsus. El espectro del área había sido medido en ese momento, y mostraba indicaciones de la presencia de carbono, posiblemente gas C2. Kózyrev creía que esto era el resultado de actividad volcánica o de algún fenómeno relacionado con esta. Sin embargo, no se ha encontrado evidencia de este fenómeno en las misiones lunares, y los resultados de las emisiones nunca se han confirmado.

## Nombres
Alphonsus lleva el nombre del Rey Alfonso X de Castilla (conocido como "Alfonso el Sabio"), que tenía un gran interés por la astronomía.
Al igual que muchos de los cráteres de la cara visible de la Luna, recibió su nombre por decisión de Giovanni Riccioli, cuyo sistema de nomenclatura de 1651 se ha estandarizado. Riccioli originalmente lo llamó "Alphonsus Rex" ("Rey Alfonso"), pero el "Rex" se retiró más tarde. Los primeros cartógrafos lunares le habían dado diferentes nombres. El mapa de 1645 de Michael van Langren lo llama "Ludovici XIV, Reg. Fran.", en honor de Luis XIV de Francia, y Johannes Hevelius lo llamó "Mons Masicytus" en referencia a una cordillera de Lycia.

## Cráteres interiores
Cinco diminutos cráteres al noreste de la superficie interior de Alphonsus han sido designados por la UAI. Se muestran en la tabla siguiente.
|           | \| Cráter \| Coordenadas \| Diámetro \| Origen del nombre \| \| --------- \| ---------------------------- \| -------- \| ------------------------ \| \| Chang-Ngo \| 12°42′S 2°06′O / -12.7, -2.1 \| 2.34 km \| Nombre femenino chino1 \| \| José \| 12°42′S 1°36′O / -12.7, -1.6 \| 1.21 km \| Nombre masculino español \| \| Monira \| 12°36′S 1°42′O / -12.6, -1.7 \| 1.07 km \| Nombre femenino árabe \| \| Ravi \| 12°30′S 1°54′O / -12.5, -1.9 \| 1.62 km \| Nombre masculino indio \| \| Soraya \| 12°54′S 1°36′O / -12.9, -1.6 \| 1.90 km \| Nombre femenino persa \| |          |                          |
| Cráter    | Coordenadas | Diámetro | Origen del nombre        |
| Chang-Ngo | 12°42′S 2°06′O / -12.7, -2.1 | 2.34 km  | Nombre femenino chino1   |
| José      | 12°42′S 1°36′O / -12.7, -1.6 | 1.21 km  | Nombre masculino español |
| Monira    | 12°36′S 1°42′O / -12.6, -1.7 | 1.07 km  | Nombre femenino árabe    |
| Ravi      | 12°30′S 1°54′O / -12.5, -1.9 | 1.62 km  | Nombre masculino indio   |
| Soraya    | 12°54′S 1°36′O / -12.9, -1.6 | 1.90 km  | Nombre femenino persa    |

1. Véase también Chang'e, la diosa china que encarna la Luna.

## Cráteres satélite
Por convención estas características se identifican en los mapas lunares localizando la letra en el punto medio del borde del cráter en las cercanías del cráter Alphonsus.
|           | \| Alphonsus \| Coordenadas \| Diámetro \| \| --------- \| ---------------------------- \| -------- \| \| A \| 14°48′S 2°18′O / -14.8, -2.3 \| 4 km \| \| B \| 13°12′S 0°12′O / -13.2, -0.2 \| 24 km \| \| C \| 14°24′S 4°48′O / -14.4, -4.8 \| 4 km \| \| D \| 15°06′S 0°48′O / -15.1, -0.8 \| 23 km \| \| G \| 12°18′S 3°18′O / -12.3, -3.3 \| 4 km \| \| H \| 15°36′S 0°30′O / -15.6, -0.5 \| 8 km \| \| J \| 15°06′S 2°30′O / -15.1, -2.5 \| 8 km \| \| K \| 12°30′S 0°06′O / -12.5, -0.1 \| 20 km \| \| L \| 12°00′S 3°42′O / -12.0, -3.7 \| 4 km \| \| R \| 14°24′S 1°54′O / -14.4, -1.9 \| 3 km \| \| X \| 15°00′S 4°24′O / -15.0, -4.4 \| 5 km \| \| Y \| 14°42′S 1°48′O / -14.7, -1.8 \| 3 km \| |          |
| Alphonsus | Coordenadas | Diámetro |
| A         | 14°48′S 2°18′O / -14.8, -2.3 | 4 km     |
| B         | 13°12′S 0°12′O / -13.2, -0.2 | 24 km    |
| C         | 14°24′S 4°48′O / -14.4, -4.8 | 4 km     |
| D         | 15°06′S 0°48′O / -15.1, -0.8 | 23 km    |
| G         | 12°18′S 3°18′O / -12.3, -3.3 | 4 km     |
| H         | 15°36′S 0°30′O / -15.6, -0.5 | 8 km     |
| J         | 15°06′S 2°30′O / -15.1, -2.5 | 8 km     |
| K         | 12°30′S 0°06′O / -12.5, -0.1 | 20 km    |
| L         | 12°00′S 3°42′O / -12.0, -3.7 | 4 km     |
| R         | 14°24′S 1°54′O / -14.4, -1.9 | 3 km     |
| X         | 15°00′S 4°24′O / -15.0, -4.4 | 5 km     |
| Y         | 14°42′S 1°48′O / -14.7, -1.8 | 3 km     |